# Sunday Marimo
Sunday Marimo Chidzambwa (ur. 5 kwietnia 1952 w Mhokore Kraal) – zimbabwejski piłkarz grający na pozycji obrońcy, a obecnie trener.

## Kariera piłkarska
Podczas kariery piłkarskiej Marimo był zawodnikiem klubu Dynamos Harare. W jego barwach zadebiutował w zimbabwejskiej Premier League i pięciokrotnie wywalczył mistrzostwo kraju.

## Kariera trenerska
Po zakończeniu kariery piłkarskiej Marimo został trenerem. Prowadził Dynamos Harare, a na początku 2004 roku został selekcjonerem reprezentacji Zimbabwe w piłce nożnej, którą poprowadził w Pucharze Narodów Afryki 2004. W tym samym roku został trenerem południowoafrykańskiego Bush Bucks. W 2007 roku znów prowadził kadrę narodową, a 2008 roku objął ją po raz trzeci.